# Пем
Пем (фр. Pesmes) — коммуна во Франции, административный центр кантона Пем. Находится в округе Везуль департамента Верхняя Сона, регион Франш-Конте. Занимая стратегическое положение между Гре и Долем, Пем стал французским лишь в 1678 году. Входит в список самых красивых деревень Франции.
Код INSEE коммуны — 70408.

## География
Коммуна расположена приблизительно в 300 км к юго-востоку от Парижа, в 35 км западнее Безансона, в 60 км к юго-западу от Везуля.
По территории коммуны протекает река Оньон.

## Население
Население коммуны на 2010 год составляло 1112 человек.
| 1962 | 1968 | 1975 | 1982 | 1990 | 1999 | 2010 |
| ---- | ---- | ---- | ---- | ---- | ---- | ---- |
| 854  | 924  | 934  | 985  | 1006 | 1058 | 1112 |

## Администрация
| Период | Период | Фамилия     | Партия                    | Примечания                       |
| ------ | ------ | ----------- | ------------------------- | -------------------------------- |
| 2001   | 2008   | Жан Мижон   | Союз за народное движение | член генерального совета кантона |
| 2008   | 2014   | Жан-Клод Ге | Демократическое движение  | член генерального совета кантона |

## Экономика
В 2010 году среди 631 человека трудоспособного возраста (15—64 лет) 439 были экономически активными, 192 — неактивными (показатель активности — 69,6 %, в 1999 году было 69,6 %). Из 439 активных жителей работали 386 человек (205 мужчин и 181 женщины), безработными было 53 (20 мужчин и 33 женщины). Среди 192 неактивных 48 человек были учениками или студентами, 92 — пенсионерами, 52 были неактивными по другим причинам.

## Достопримечательности
- Церковь Св. Илария XIII — XVI веков, остатки замка, ворота, дома виноделов вдоль реки Оньон.

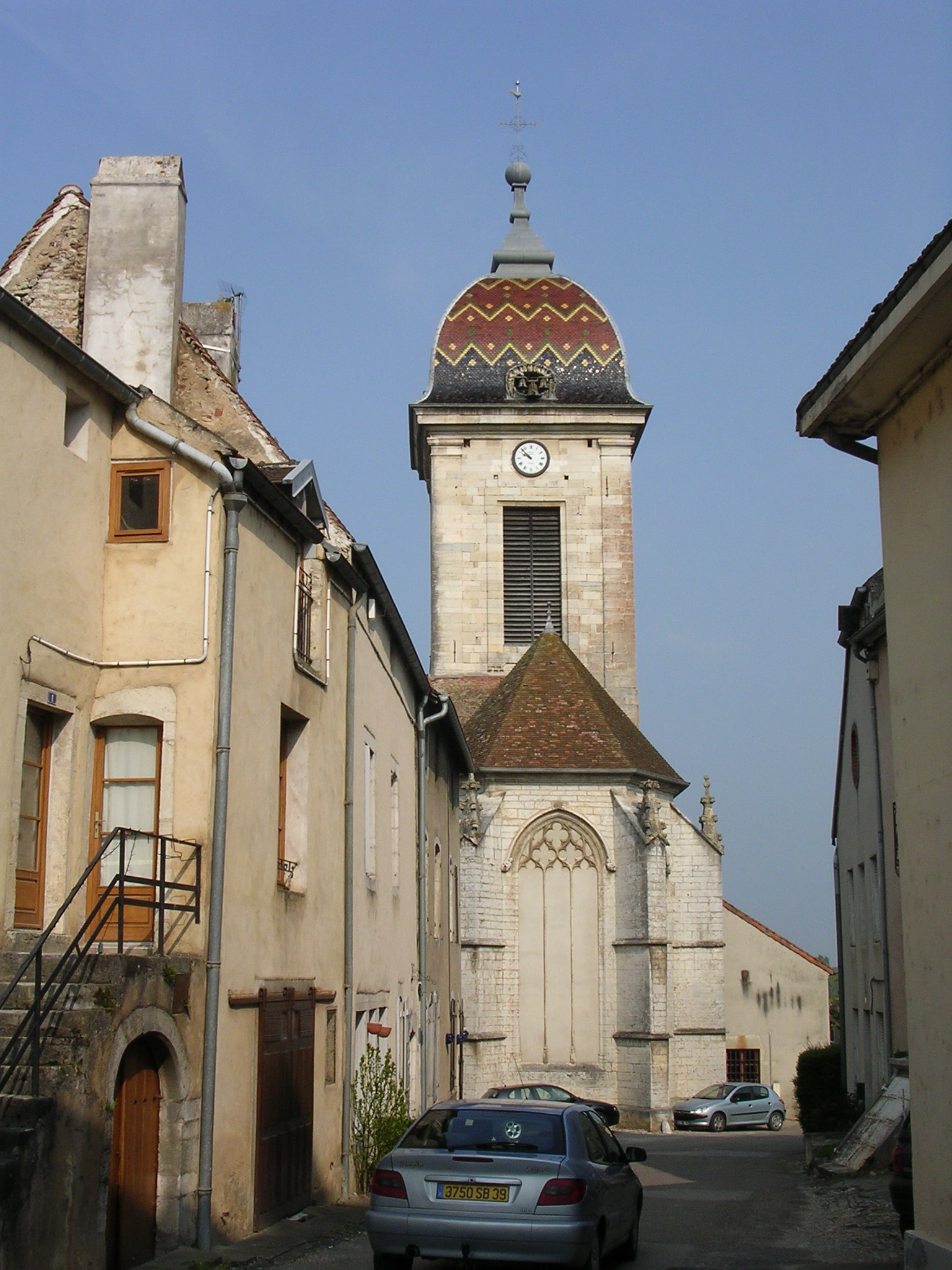
Церковь Св. Илария
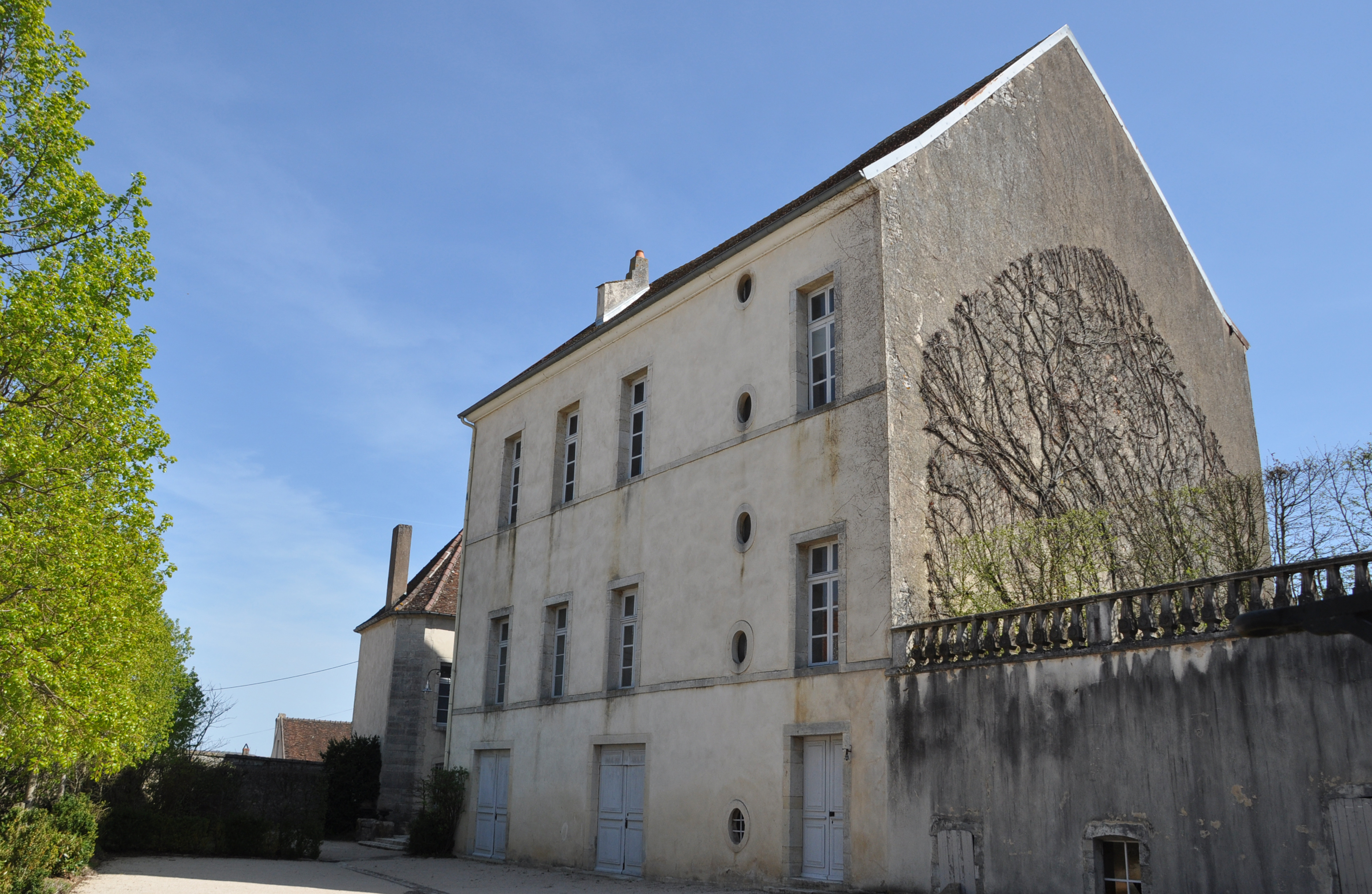
Шато де Пем
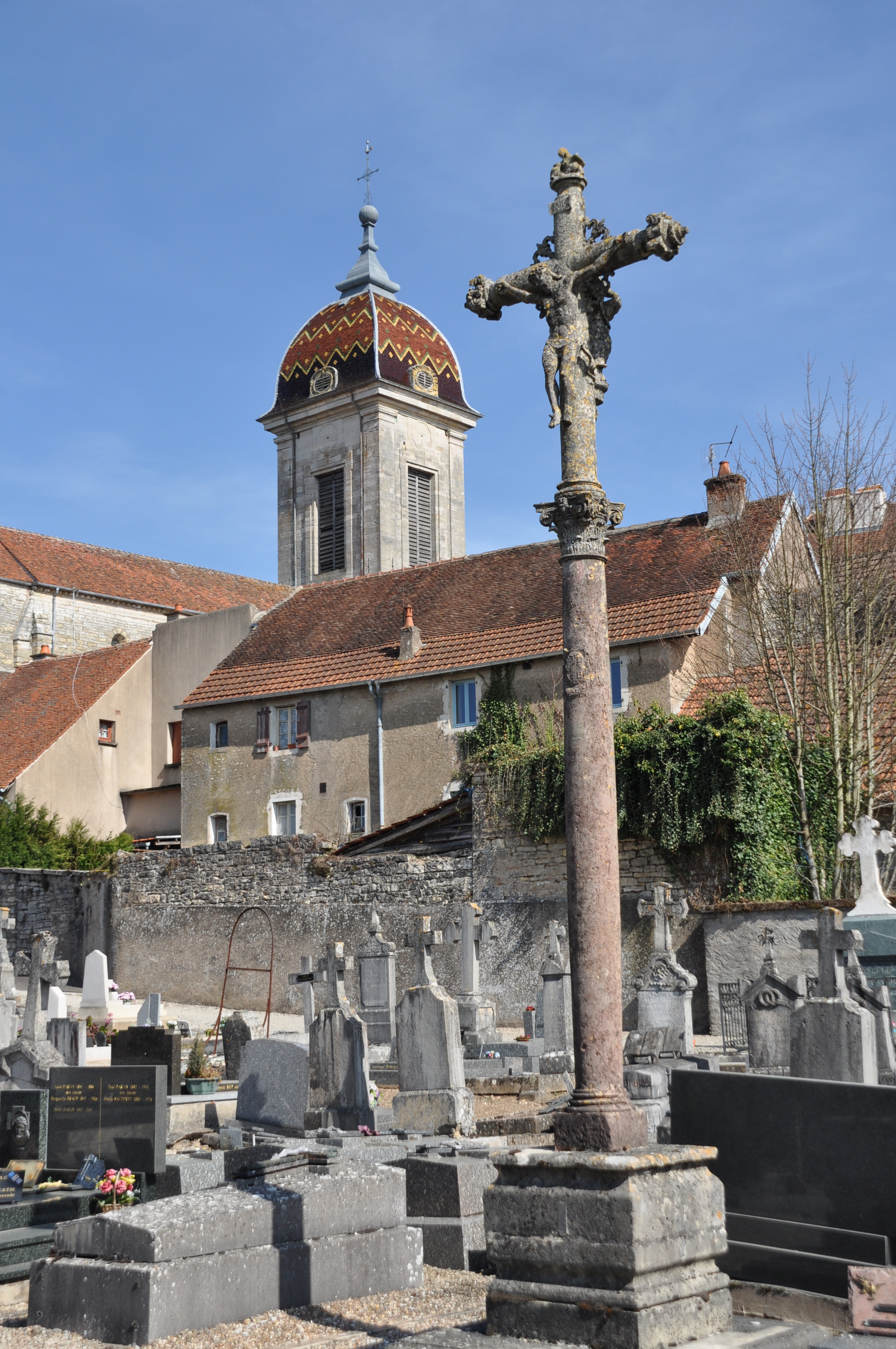
Крест на кладбище